# Kamures Kadın
Kamures Kadın o Kâmures Kadın Efendi (en turco otomano: کامرس قادین‎; que significa "Portador de placer"; llamada también Gamres, Kamres o Kamus Kadın ; 5 de marzo de 1855 - 30 de abril de 1921) fue la primera y principal consorte, rusa o circasiana, del sultán Mehmed V del Imperio Otomano y madre de su hijo mayor Mehmed Ziyaeddin.Fue considerada como Reina consorte del Imperio Otomano tras su visita en el reino de Bulgaria.

## Primeros años
Kamures Kadin nació el 5 de marzo de 1855. Según documentos de Palacio nació en Ganja, actual Azerbaiyán, aunque hay dudas al respecto, lo más posible es que fuera del Cáucaso. Fue enviada a la corte otomana cuando era muy joven como esclava, que era la costumbre tradicional. Recibió una excelente educación y se convirtió en una destacada pianista. 
Harun Achba señala que no hay información clara sobre el origen de Kamures, pero sugiere que ella pertenecía a la tribu Ubykh. También escribe que aunque la ciudad de Ganja se indica como el lugar de su nacimiento en los registros oficiales, lo más probable es que esta información sea incorrecta, ya que las niñas de Ganja no fueron aceptadas en el palacio. Harun señala que Kamures llegó al palacio a una edad temprana.
Harun Achba indica que el matrimonio con el futuro sultán se concluyó el 30 de septiembre de 1872, para ese momento príncipe Mehmed Resad. Mientras que Alderson escribe sobre el 30 de agosto de 1872, pero esta fecha puede significar tanto la fecha del matrimonio, de ingreso al harén, el nacimiento de un hijo o título de apropiación. Sakaoglu escribe que el 30 de agosto de 1872, Kamures ingresó al harén de su futuro esposo, señalando que ella tenía 17 años en ese momento y Mehmed Reshad tenía 28 años.
Ella fue su primera consorte. Un año después del matrimonio, el 26 de agosto de 1873, dio a luz a su único hijo, Şehzade Mehmed Ziyaeddin .

## Reinado de Mehmed V
El 27 de abril de 1909,Después de la ascensión al trono de su marido, Kamures se convirtió en la esposa principal de Mehmed Reshad y ostentó el título de,"Baş Kadın" o  "Senior Kadın".Tïtulo otorgado para la consorte o principal esposa del sultán otomano.
Sakaoglu señala que Kamures era una mujer de harén muy moderna para aquellos tiempos, estudió la historia del imperio hasta su muerte y participó en todas las ceremonias del palacio. Cita las palabras del secretario principal del tribunal, Khalid Zi-bey: “No conocía personalmente a Baş Kadın Efendi. Pero gracias a la locuacidad excesiva de las damas de la corte, era bien sabido que ella era de buena crianza, decente, hermosa, a pesar de su edad venerable, y había vivido toda su vida detrás de los muros del palacio, su principal entretenimiento era la comida, que es por qué ella, como muchos cortesanos, era tan gorda que pesaba en sus andares y movimientos.
En 1914, se reunió con Sultan Jahan, Begum de Bhopal . Sultan Mehmed, que conocía bien el persa, actuó como intérprete entre los dos. Safiye Ünüvar, profesora de la Palace School, comentó en sus memorias sobre su belleza, y dijo que aún conserva parte de su apariencia cuando se conocieron en 1915. Kamures se había ocupado leyendo historia y cada vez que Safiye la visitaba, siempre sacaba el tema de la historia otomana.
En la vida cotidiana, vestía de manera bastante sencilla, pero en ocasiones  especiales usaba una diadema o tiara y trajes bordados en plata. Kamures también fue la primera mujer en sentarse en una mesa común en el estado de "esposa del Padishah" durante una recepción en el palacio.Dolmabahce del príncipe heredero búlgaro Boris. Harun Achba señala que durante la visita en 1918 del futuro zar búlgaro, Kamures desempeñó un papel comparable al de las reinas europeas.
En 1918, se encuentra con el rey Boris III de Bulgaria, cuando éste visita Estambul. Fue presentada como Reina del Imperio Otomano. Esto fue significativo, ya que conocer a un hombre significaba que ella rompía la reclusión tradicional del harén. El 30 de mayo de 1918, Kamures se reunió con la emperatriz Zita de Borbón-Parma en el harén del Palacio de Yıldız, cuando esta última visitó Estambul con su esposo, el emperador Carlos I de Austria .

## Filantropía
El 20 de marzo de 1912, se organizó el "Centro Hilal-i Ahmer para mujeres" dentro de la "Asociación otomana Hilal-i Ahmer", una fundación establecida en 1877 para brindar atención médica en Estambul y las comunidades circundantes. Kamures se desempeñó como presidente honorario de esta organización. El mismo año, también recibió la Medalla de la Media Luna Roja Otomana ( Osmanlı Hilal-i Ahmer Madalyası ), que se creó poco después del comienzo de las Guerras de los Balcanes en noviembre de 1912. El premio se otorgaba a quienes prestarían servicios beneficiosos, material o moralmente, a la organización. Fue la única mujer musulmana otomana antes de la Primera Guerra Mundial que recibió la medalla de oro.
El maestro de la corte Safiye Unyuvar, quien enseñó a los nietos de Mehmed Reshad, escribió que Kamures trató a los maestros con respeto, estaba muy interesada en la educación de los hijos del sultán, apoyó la introducción temprana del estudio del Corán y tuvo muchas conversaciones sobre la historia del Imperio Otomano. Durante algún tiempo, Kamures fue presidenta de la Sociedad de Mujeres, que formaba parte de la Media Luna Roja Turca , y también brindó asistencia financiera a la sociedad
En febrero de 1914, la organización anunció el inicio de un curso para auxiliares de enfermería, que constaría de dieciocho lecciones de dos horas cada viernes y domingo. Las clases serían impartidas por Besim Ömer y Akıl Muhtar. Entre 40 y 50 mujeres participaron en el curso y al final del curso de cinco meses, 27 mujeres tomaron el examen con éxito. Estas 27 mujeres, todas esposas e hijas de destacados funcionarios otomanos, recibieron su certificado durante una ceremonia en presencia de Kamures, Naciye Sultan y su madre y otras mujeres del palacio.
En abril de 1913, Kamures sirvió como patrona de la organización Osmanlı–Türk Hanımları Esirgeme Derneği  (Asociación para la Protección de Mujeres Turcas Otomanas). El sultán donó 50 libras otomanas a la organización.

## Muerte
Después de la muerte de Mehmed el 3 de julio de 1918, La viuda no permaneció mucho tiempo en el palacio y se instaló en el de su hijastro el Şehzade Mahmud Necmeddin en Kuruçeşme, donde falleció el 30 de abril de 1921, a la edad de 76 años. Fue enterrada en el mausoleo de su esposo ubicado en el cementerio de Eyüp, Estambul .

## Honores
- Medalla de oro de la Media Luna Roja Otomana, 1912 [12]

### Equipo
- Presidenta de honor del Centro Hilal-i Ahmer para Mujeres, 20 de marzo de 1912 [15]

## Descendencia
| Nombre                  | Nacimiento           | Muerte              | notas                                                           |
| ----------------------- | -------------------- | ------------------- | --------------------------------------------------------------- |
| ŞehzadeMehmed Ziyaeddin | 26 de agosto de 1873 | 30 de enero de 1938 | se casó cinco veces y tuvo descendencia, dos hijos y seis hijas |